# 李建波 (解放军)
李建波（？—），男，中华人民共和国軍事人物，中国人民解放军少将。

## 生平
2013年7月，任北京衛戍區参谋长。2016年，任北京衛戍區副司令員。